# Opălcenți
Opălcenți (în bulgară опълченци) au fost unități militare formate din voluntari bulgari care au luat parte la Războiul Ruso-Turc din 1877–1878. Soldații acestor unități erau cunoscuți ca opălceneț-pobornik (опълченец-поборник) – „luptător voluntar”.
Armata de voluntari bulgari s-a format la îndemnul împăratului Rus, Alexandru al II-lea, în timpul pregătirilor pentru declanșarea războiului din 1877–1878. Punctul de întâlnire al voluntarilor bulgari a fost orașul Samara din Rusia. Voluntarii au primit drapelul „Samara”, un steag cusut de călugărițele locale. Steagul avea cusute imaginile Fecioarei Maria și ale sfinților Chiril și Metodie. Steagul este păstrat în Muzeul Național de Istorie Militară din Sofia. 
Opălcenții au luat parte activă la bătăliile din Pasul Șipka și, după război, au format primele unități ale armatei noului stat independent bulgar. 
Poemul lui Ivan Vazov „Epopeea celor uitați” este dedicată celor care au luptat și au pierit în bătălia din Pasul Șipka. Vârful Opalcenie din Masivul Vinson, Antarctica, este numit așa în cinstea voluntarilor din Războiul Ruso-Turc din 1877-1878 și a celor din Războaiele Balcanice.